# Конвой «Вевак-Голландія № 2»
Конвой «Вевак-Голландія № 2» — японський конвой часів Другої світової війни, проведення якого відбувалось у жовтні — листопаді 1943-го.
Вихідним пунктом конвою став Палау — важливий транспортний хаб на заході Каролінських островів. Метою операції було постачання баз на північному узбережжі Нової Гвінеї в Голландії (наразі Джаяпура) та Веваку (тут перебував головний японський гарнізон на острові), при цьому розвантаження відбувалось у Голландії, тоді як подальшу доставку до Веваку здійснювали малими вантажними суднами.
До складу конвою, який вийшов з порту 21 жовтня 1943-го, увійшли два транспортні судна під охороною мисливця за підводними човнами CH-35. Оскільки поблизу Палау традиційно чергували американські підводні човни, на початковому етапі маршруту додаткову охорону забезпечував мінний загороджувач «Ширатака», який 22 жовтня відокремився та попрямував назад.
25 жовтня загін прибув до Голландії, а 28 жовтня рушив назад. З наближенням конвою «Ширатака» 29 жовтня вийшов з Палау та 30 жовтня підсилив охорону. 1 листопада конвой без втрат досягнув Палау.